# Georges Legagneux
Georges Legagneux (uttal: [ləgan'jø]), född 24 december 1882 i Puteaux i Hauts-de-Seine, död 6 juli 1914 i Saumur i Maine-et-Loire, var en fransk flygpionjär. Han verkade som uppvisningsflygare, provflygare och flyglärare och gjorde 1909 de första flygningarna på svensk mark.

## Biografi

### Bakgrund
Lagneux lärde sig flyga vid Wrights flygskola i Pau i sydvästra Frankrike. Efter utbildningen knöts han till Henri Farmans flygföretag.

### Danmark och Sverige 1909
Under 1909 planerade en dansk grupp att genomföra uppvisningsflygningar i Danmark med Folmer Hansen som pilot. Dessvärre kom Hansens flygutbildning i Frankrike att försenas på grund av tekniska fel. Gruppen anlitade därför Legagneux för att genomföra de utlovade flygningarna. Han provflög flygplanet i juni 1909 i Klampenborg genom att flyga en cirka 400 meter lång sträcka rakt fram på 6 meters höjd. Efter provflygningen beslöt man att den första officiella flygningen inför publik skulle genomföras senare i juni. När publiken var på plats i Klampenborg vägrade Legagneux att flyga eftersom han ansåg att det blåste för mycket. Först den 15 juli lyckades han flyga den tänkta banan med tre svängar och med en lägsta flyghöjd på 8 meter. 
När Svenska motorklubben, ledd av August Soloman, hörde talas om Legagneux planerade flygningar i Danmark engagerade de honom till en uppvisning även i Sverige. Legagneux och Hansen kom med tåg till Stockholm fredagen 23 juli 1909 och medförande flygplanet i tre stora lådor. På måndagen var flygplanet monterat och man genomförde motortester. På torsdagen den 29 juli genomfördes den första inofficiella provflygningen utan publik vid Lindarängen. Vid den fjärde provflygningen flög Legagneux vilse och tänkte först landa vid Gärdet men ändrade sig och landade vid Kaknäs där planet slog emot en järnstolpe. Flygplanet drogs för hand åter till startplatsen och en snickare från Ekstrands Snickerifabrik reparerade de trasiga trädetaljerna.
De officiella flygningarna, inför en stor publik med bland annat Gustaf V, genomfördes den 2 augusti.

### Senare år
Efter uppvisningsflygningarna i Danmark och Sverige återvände Legagneux till Frankrike. Där kom han att bli ett aktat namn inom flygningen med ett flertal flygrekord, 3 100 meter (1910) och 5 450 meter (1912). Han omkom i en flygolycka vid Saumur strax före första världskrigets utbrott.

## Källhänvisningar
1. 1 2 3 4  "Georges Legagneux". NE.se. Läst 5 augusti 2014.